# Illingen (Welver)

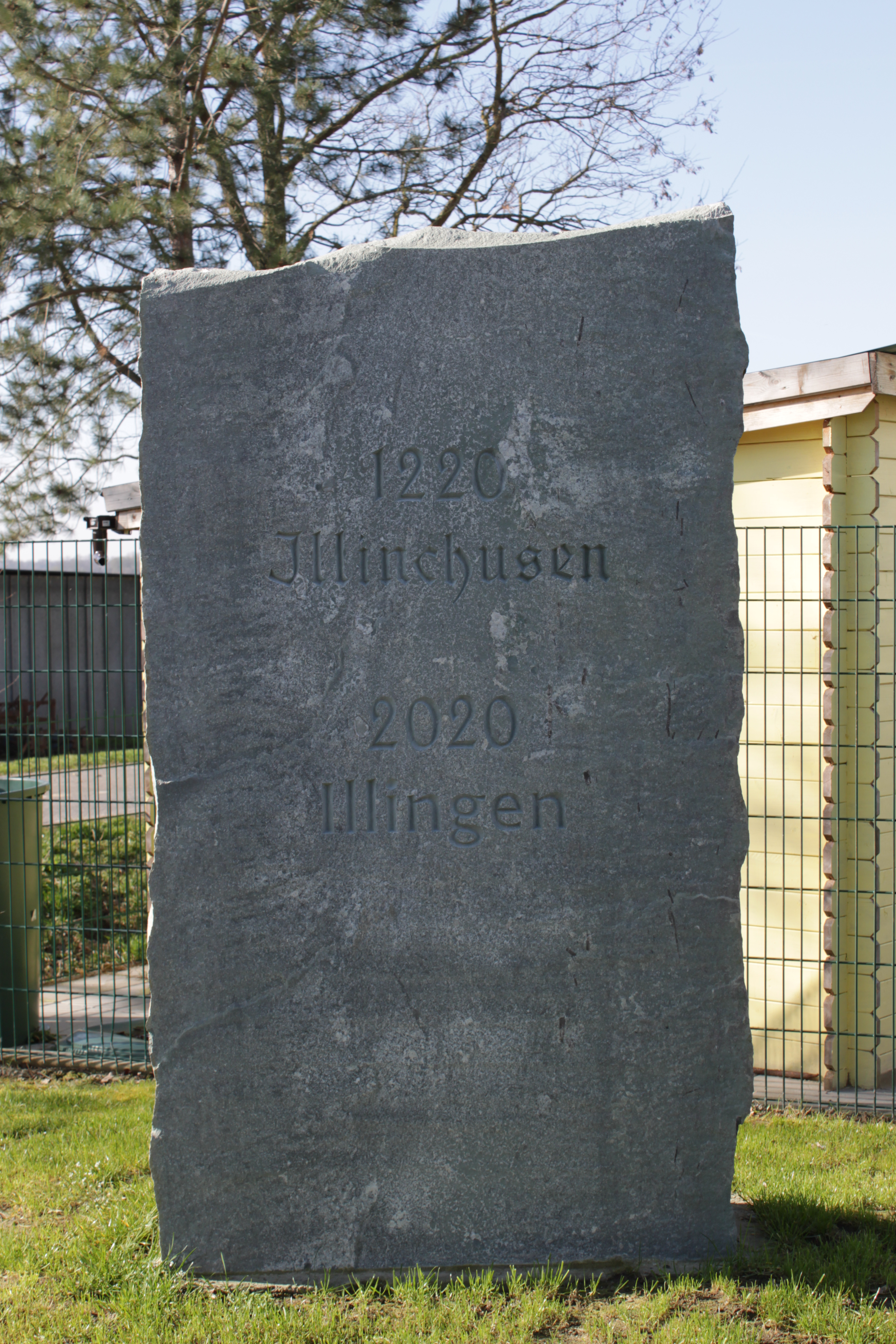
Zum 800-jährigen Bestehen aufgestellter Gedenkstein

Illingen ist ein Ortsteil der Gemeinde Welver im Kreis Soest (Nordrhein-Westfalen) und liegt an der nordwestlichen Grenze des Kreises Soest.
Das Dorf wurde 1289 urkundlich erwähnt. In den Flurnamen kommt häufig der Begriff Kamp vor, z. B: Dornkamp Kreuzkamp. Kamp bedeutet Weide, vermutlich wurden hier früher viele Weidetiere gehalten.
Das heute im Privatbesitz befindliche Haus Illingen war früher eine Wasserburg. Der Ort ist durch die Landwirtschaft geprägt, das Dorfbild  änderte sich allerdings nach Zerstörungen im Zweiten Weltkrieg grundlegend. Die Mehrheit der Bewohner ist katholisch. Illingen wurde am 1. Juli 1969 mit anderen Dörfern zur neuen Gemeinde Welver zusammengeschlossen.